# Gravkors

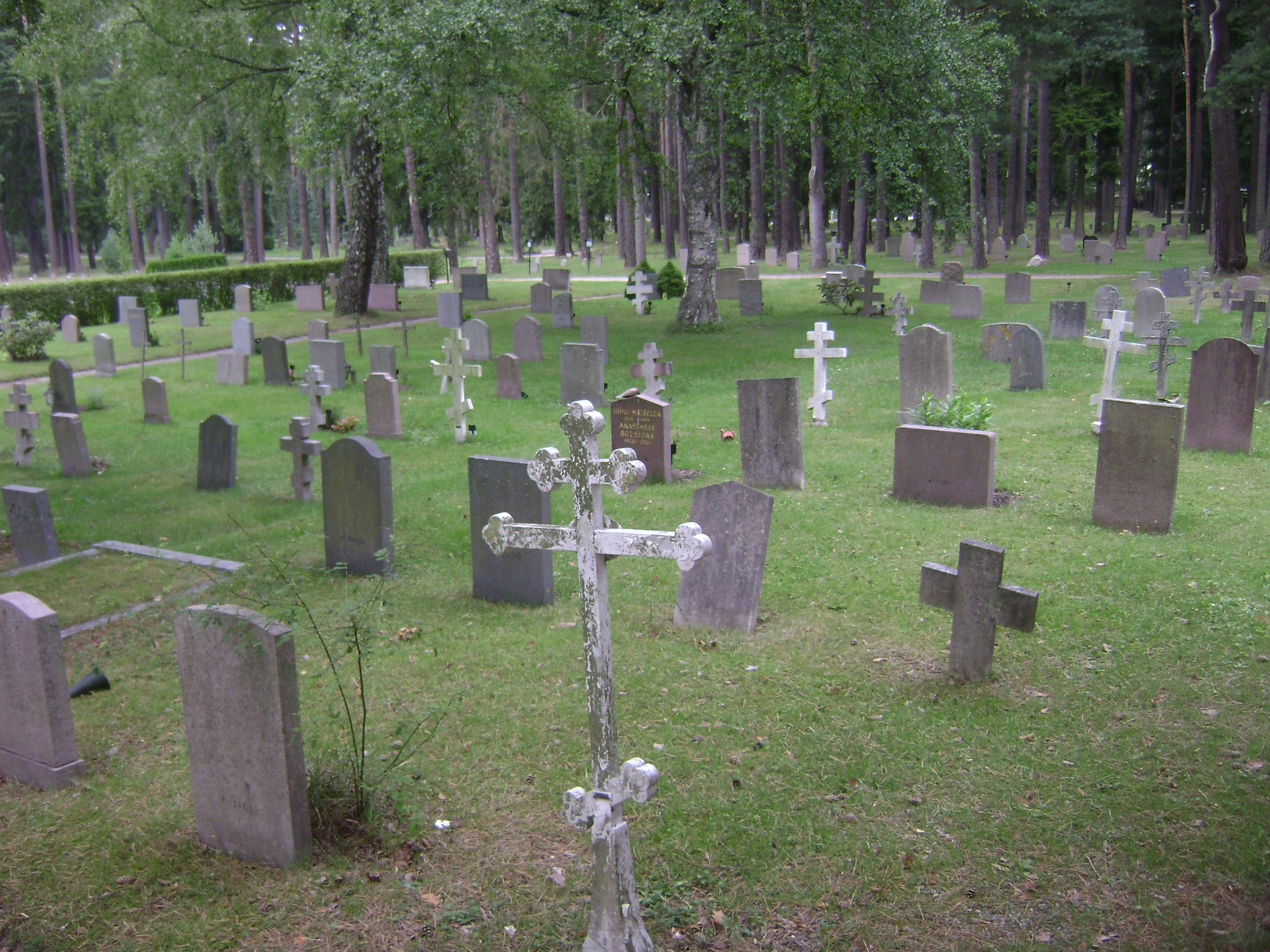
Gravkors och gravstenar på Skogskyrkogården i Stockholm.

Gravkors är ett kors som placeras för att utmärka en grav.
Gravkors kan tillverkas i flera olika material som sten, trä eller järn.

## Järnkors i Sverige

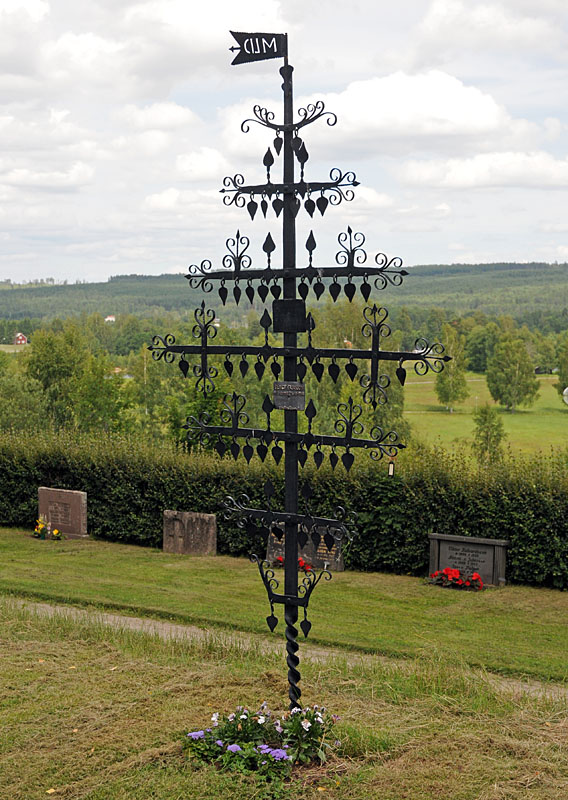
Gravkors i järn på Ekshärads kyrka. Ett gravkors i järn med spelande löv kan symbolisera livets träd.

Järnkorsen (även kallade livsträd) var vanliga i Värmland under 1700-talet och 1800-talet när det fanns gott om järn och smedjor. Vid sekelskiftet togs korsen bort eftersom de rostade och ansågs vara omoderna. Korsen på kyrkogården vid Ekshärads kyrka blev dock kvar. 2017 fanns där över 450 gravkors och det äldsta var från 1758. På 1930- och 1940-talet blev järnkorsen åter populära.